# Operazione Praying Mantis
Operazione Praying Mantis («mantide religiosa») fu il nome in codice di un'azione bellica sostenuta il 18 aprile 1988 nell'area del Golfo Persico da forze aeree e navali della United States Navy ai danni di installazioni petrolifere e unità militari dell'Iran, parallelamente ai più vasti eventi della guerra Iran-Iraq.
Incominciata come attacco in rappresaglia in risposta al danneggiamento, nei giorni precedenti, di una nave statunitense causato da una mina navale posata nel Golfo dalla Marina iraniana, l'operazione si trasformò rapidamente nel maggior scontro tra navi di superficie combattuto dagli Stati Uniti d'America nel periodo successivo alla seconda guerra mondiale: nel corso di più azioni successive, navi e aerei statunitensi distrussero due piattaforme petrolifere iraniane e affondarono o danneggiarono svariate unità navali della Marina iraniana, subendo di converso perdite minime.
Lo scontro, unitamente all'abbattimento da parte statunitense il 3 luglio 1988 del volo Iran Air 655, fu poi importante nel convincere la dirigenza iraniana a cessare le sanguinose ostilità con l'Iraq.

## Antefatti
L'intensificarsi del conflitto tra Iran e Iraq incominciato nel settembre 1980 finì con il far degenerare le operazioni belliche in una guerra senza quartiere tra le due nazioni, con reciproci attacchi alle città e alle infrastrutture economiche; con entrambi i paesi fortemente dipendenti dalle esportazioni di petrolio, fu giocoforza che nel conflitto fossero coinvolte le piattaforme di estrazione, le raffinerie e soprattutto le petroliere in navigazione nell'area del Golfo Persico, subito oggetto di attacchi aerei e missilistici. Gli scontri finirono con l'estendersi alle petroliere delle nazioni neutrali, in particolare per via della decisione di Kuwait e Arabia Saudita di mettere i loro porti e le loro navi a disposizione dell'Iraq, la cui ristretta linea costiera lungo il Golfo Persico era quantomai vulnerabile agli attacchi iraniani; l'influenza dell'area del Golfo Persico e dei traffici commerciali che vi svolgevano sulla tenuta dell'economia mondiale spinse le superpotenze a reagire a questo estendersi delle ostilità: alla fine del 1986, dopo che attacchi iraniani avevano preso di mira le petroliere kuwaitiane, il governo dell'emirato si rivolse a Stati Uniti e Unione Sovietica perché fornissero protezione ai suoi mercantili, e tanto gli statunitensi quanto i sovietici presero a inviare gruppi di navi da guerra a pattugliare le acque del Golfo.

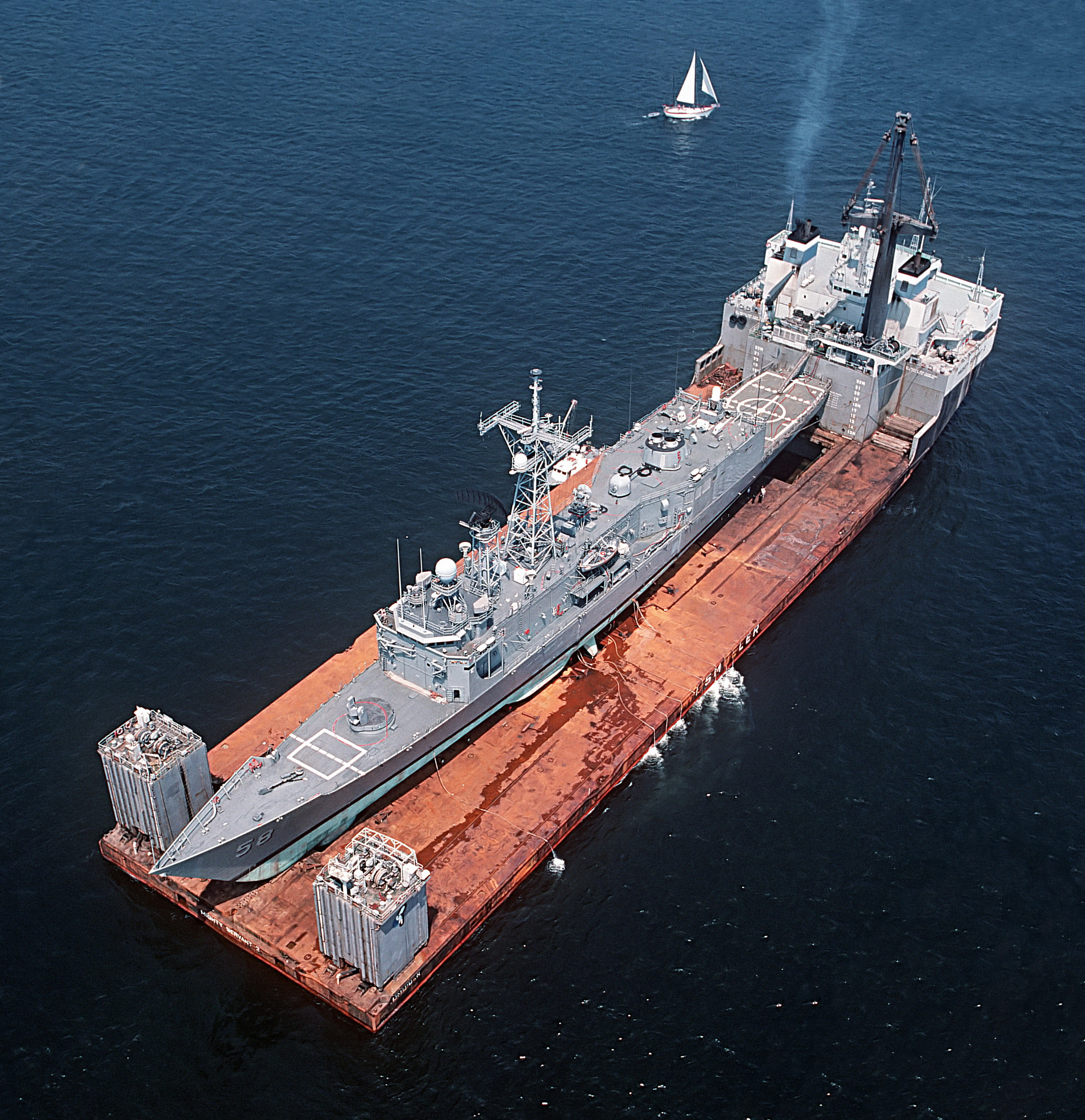
La Samuel B. Roberts, danneggiata da una mina iraniana il 14 aprile 1988, è riportata in patria dalla nave da trasporto pesante Mighty Servant 2

Carta del Golfo Persico con indicata la posizione delle piattaforme petrolifere iraniane Sassan e Sirri, obiettivo dell'attacco statunitense.

Nel luglio 1987 l'amministrazione Reagan diede l'avvio all'operazione Earnest Will, ordinando alle forze della United States Navy di scortare e proteggere le petroliere kuwaitiane durante il loro viaggio attraverso il Golfo Persico. Il compito non era privo di rischi: già il 17 maggio 1987 la fregata statunitense USS Stark in navigazione nel Golfo era stata centrata e gravemente danneggiata da due missili lanciati da un aereo iracheno che l'aveva scambiata per una petroliera iraniana, con la morte di 37 membri dell'equipaggio e il ferimento di altri 21; le mine navali depositate in gran numero dalle unità iraniane nelle acque del Golfo costituivano un ulteriore problema, come divenne palese quando, il 24 luglio, già il primo convoglio dell'operazione Earnest Will incappò in un campo minato iraniano che causò gravi danni alla petroliera Bridgeton (kuwaitiana ma temporaneamente battente bandiera statunitense). La tensione crebbe costantemente, con attacchi di rappresaglia da parte delle forze statunitensi in risposta alle azioni belliche iraniane contro le petroliere neutrali.
Il 14 aprile 1988 la fregata statunitense USS Samuel B. Roberts, in navigazione a un centinaio di chilometri a est del Bahrein, urtò una mina posta nel canale navigabile principale usato dal traffico civile: l'esplosione causò una vasta falla nello scafo oltre a 27 feriti tra l'equipaggio, ma dopo molti sforzi e l'intervento di un rimorchiatore la nave riuscì a raggiungere il porto di Dubai il giorno seguente. Mentre considerevoli forze navali statunitensi facevano rotta per il Golfo, sommozzatori della US Navy ispezionarono il luogo dell'incidente rinvenendo diverse altre mine del medesimo tipo che aveva danneggiato la Roberts: le analisi dei numeri di serie rivelarono che gli ordigni facevano parte di una partita di mine rinvenuta a bordo del mercantile iraniano Iran Ayr, catturato dalle forze statunitensi alcuni mesi prima, in quanto sorpreso ad agire come posamine nelle acque del Golfo.
L'amministrazione Reagan diede quindi istruzione al viceammiraglio Anthony Less, comandante delle forze navali statunitensi nel Golfo (Joint Task Force Middle East), di attuare un'azione di rappresaglia contro l'Iran cui fu dato il nome in codice di "operazione Praying Mantis": si decise di sferrare un attacco ai danni di due piattaforme petrolifere iraniane situate nella sezione orientale del Golfo, sospettate di fungere da centri di comando per gli attacchi al traffico commerciale. L'intenzione dei comandanti statunitensi era anche quella di affondare qualche importante unità da guerra della Marina militare iraniana ancorata nella base di Bandar Abbas, in particolare la fregata Sabalan che si era fatta una cattiva reputazione nell'attaccare navi civili nel Golfo; vista la proibizione posta dal vertice politico a sferrare attacchi contro la terraferma iraniana, si sperava che il bombardamento delle piattaforme petrolifere potesse spingere le navi iraniane a uscire in mare per essere così attirate in combattimento dalle unità statunitensi.

## L'operazione

### L'attacco alle piattaforme

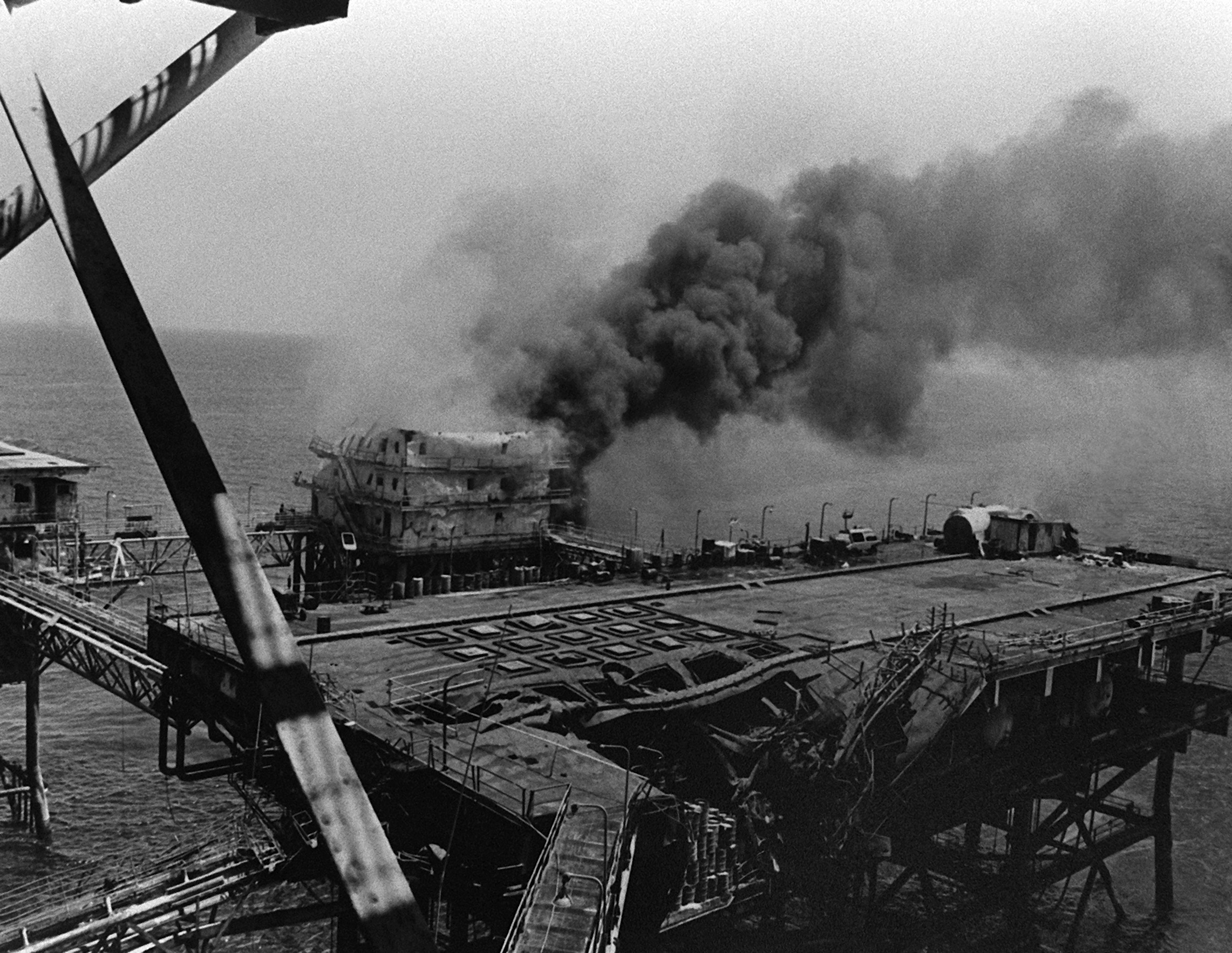
La piattaforma Sassan in fiamme dopo l'attacco statunitense.

La mattina del 18 aprile 1988 l'operazione Praying Mantis ebbe inizio. Le forze statunitensi furono suddivise in tre gruppi (Surface Action Group o SAG): i SAG "Bravo" e "Charlie" dovevano attaccare le piattaforme petrolifere Sassan e Sirri, mentre il SAG "Delta" doveva rimanere in attesa della sortita delle navi da guerra iraniane; copertura a distanza era fornita dai velivoli che decollavano dalla portaerei USS Enterprise, posizionata con la sua scorta (l'incrociatore USS Truxtun e la fregata USS Reasoner) a oriente dello stretto di Hormuz.
Il primo a entrare in azione fu il SAG "Bravo", composto dalla nave da trasporto anfibio USS Trenton e dai cacciatorpediniere USS Merrill e USS Lynde McCormick, che alle 07:55 si presentò davanti alla piattaforma Sassan: dopo aver intimato in inglese e in farsi all'equipaggio di allontanarsi, alle 08:20 il Merrill sparò alcuni colpi d'avvertimento con i suoi pezzi da 127 mm, cui gli iraniani replicarono aprendo il fuoco con una mitragliera binata ZU-23; il Merrill rispose al fuoco piazzando diversi colpi di grosso calibro sulla struttura, e dopo poco tempo l'equipaggio iraniano fu visto allontanarsi dalla piattaforma a bordo di un rimorchiatore. Mentre elicotteri d'attacco AH-1 Cobra colpivano ulteriormente la piattaforma con mitragliere e missili TOW, i marine della Marine Air-Ground Task Force (MAGTF) 2-88 abbordarono la struttura scendendo da elicotteri CH-46 Sea Knight decollati dalla Trenton: un marinaio iraniano fu trovato ancora a bordo e venne preso prigioniero, e dopo aver portato via tutto quello che poteva risultare interessante i marine minarono la struttura che venne infine fatta esplodere verso le 10:00.
Intorno alle 12:00 un elicottero AH-1 Cobra in volo di ricognizione segnalò a nord-est del SAG "Bravo" un'unità da guerra in avvicinamento al gruppo, identificata come una fregata iraniana; il Merrill si accinse a sparare un missile contro il bersaglio, salvo scoprire all'ultimo che il contatto risultava un cacciatorpediniere sovietico classe Sovremennyj in missione di ricognizione, che fu ovviamente lasciato proseguire incolume.

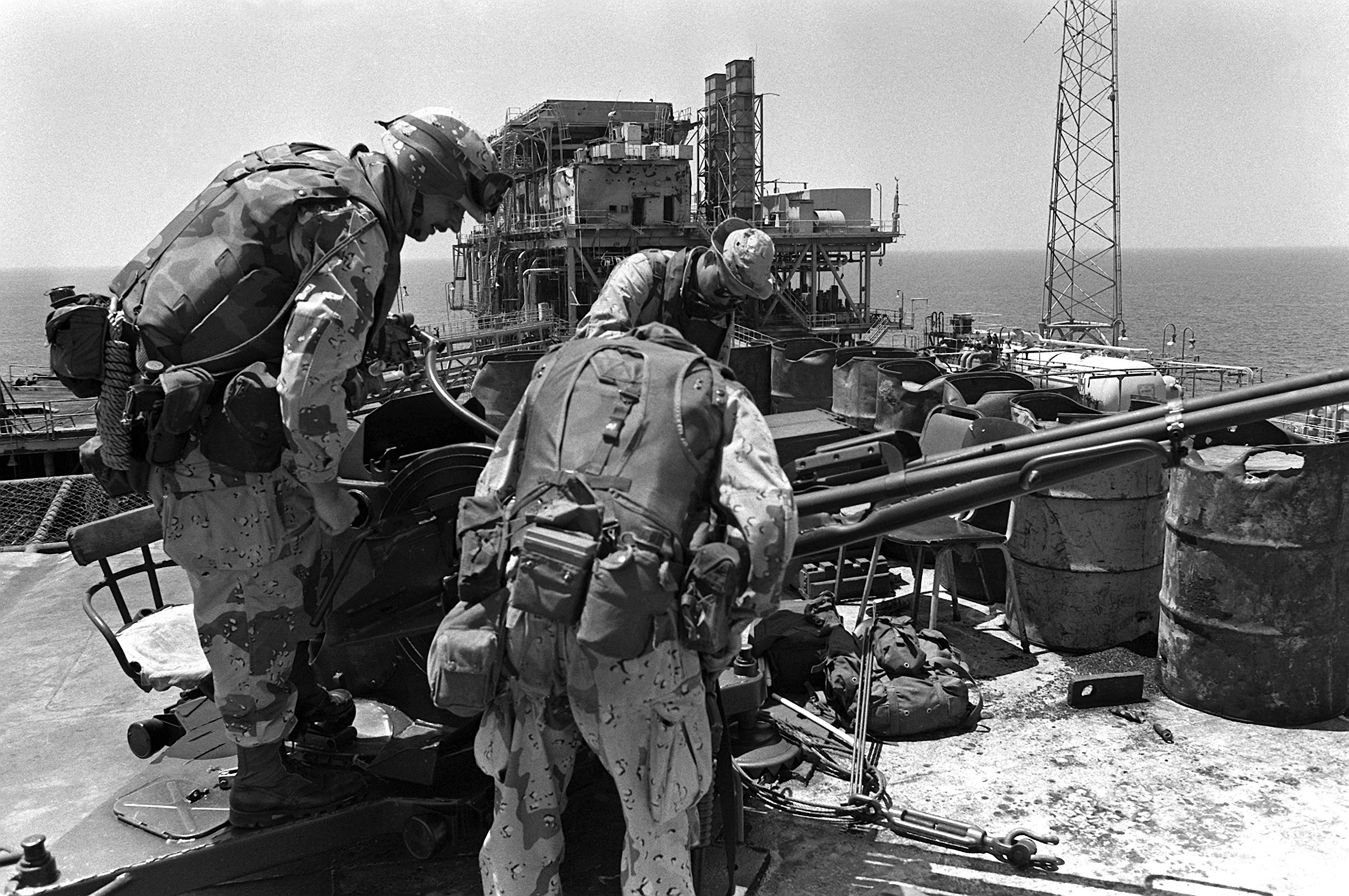
Un gruppo di Marine ispeziona una mitragliatrice antiaerea ZU-23 sulla piattaforma petrolifera iraniana Sassan.

Mentre l'azione alla piattaforma Sassan prendeva vita, alle 08:15 il SAG "Charlie" giunse in vista della piattaforma Sirri con l'incrociatore lanciamissili USS Wainwright e le fregate USS Simpson e USS Bagley. L'azione si svolse in maniera simile alla precedente: dopo aver intimato all'equipaggio di andarsene, dalla piattaforma venne fatto fuoco con una mitragliera ZU-23 a cui le unità statunitensi risposero con il tiro dei cannoni fino a indurre gli iraniani a fuggire. Un proiettile statunitense colpì in pieno un serbatoio di gas compresso, la cui esplosione appiccò un incendio talmente vasto che si decise di non inviare a bordo della piattaforma il team di Navy SEAL che doveva provvedere al suo minamento.
Mentre le unità statunitensi rimanevano a incrociare nella zona della piattaforma Sirri, attorno alle 11:45 i radar segnalarono l'avvicinarsi di una nave da guerra iraniana, la cannoniera missilistica classe Kaman Joshan: gli statunitensi intimarono agli iraniani di fermare le macchine e abbandonare l'unità, ma la Joshan rispose lanciando un missile AGM-84 Harpoon antinave da 25 chilometri di distanza, che tuttavia fu evitato dalle navi del SAG "Charlie" tramite manovre evasive e lancio di chaff. Le unità statunitensi risposero al fuoco lanciando una salva di sei missili RIM-66 Standard e un singolo Harpoon, centrando in pieno la Josahn e riducendola a un relitto; le navi statunitensi serrarono quindi le distanze e finirono il bersaglio con il tiro dei cannoni. L'Aviazione iraniana tentò di intervenire nello scontro, e verso le 12:30 una pattuglia di cinque cacciabombardieri F-4 Phantom decollò da Bandar Abbas con l'obiettivo di abbattere un aereo radar statunitense E-2 Hawkeye in volo sopra lo stretto di Hormuz; gli aerei iraniani furono intercettati da quattro F-14 Tomcat della Enterprise e rinunciarono all'attacco, ma tre degli F-4 diressero invece verso le navi del SAG "Charlie": subito individuati dai radar delle unità, furono oggetto del lancio da parte del Wainwright di due missili Standard, uno dei quali colpì un F-4 danneggiandolo gravemente e inducendolo a ritirarsi insieme ai compagni.

### Gli scontri aeronavali

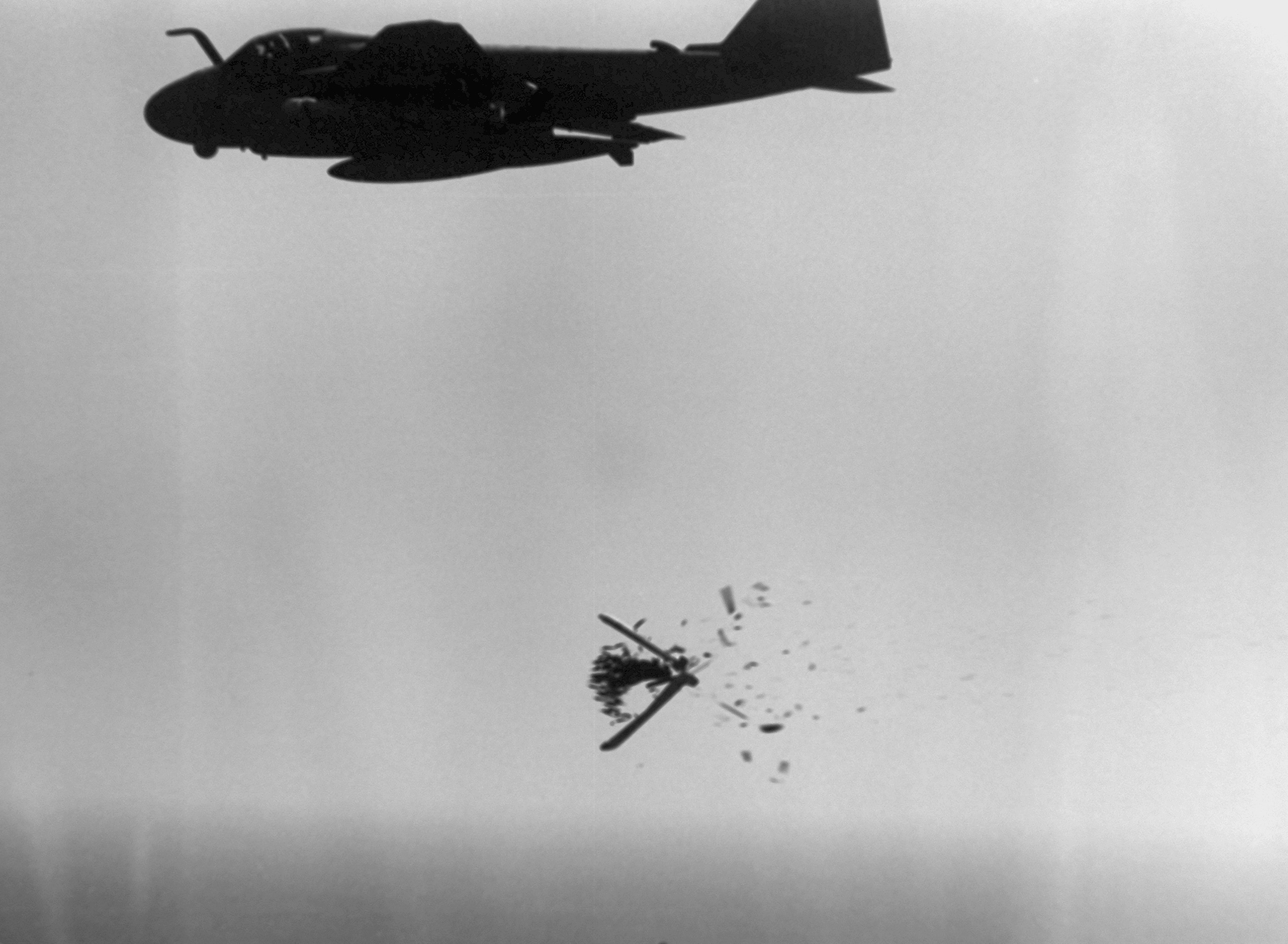
Un A-6 Intruder sgancia una bomba a grappolo durante gli scontri del 18 aprile 1988.

Le unità del SAG "Delta", ovvero i cacciatorpediniere USS Joseph Strauss e USS O'Brien e la fregata USS Jack Williams, erano nel frattempo rimaste in attesa della risposta iraniana agli attacchi alle piattaforme, risposta che non tardò ad arrivare: verso le 13:00 giunse la notizia che una formazione di sette barchini veloci iraniani tipo Boghammar aveva attaccato con razzi e mitragliatrici alcune navi civili presso le piattaforme petrolifere degli Emirati Arabi Uniti, assalendo in particolare il rimorchiatore Willi Tide, dotato di equipaggio statunitense ma battente bandiera panamese; il cacciatorpediniere Joseph Strauss fu subito inviato in soccorso accompagnato da un caccia F-14 e due A-6 Intruder della Enterprise. Il presidente Ronald Reagan dovette autorizzare di persona l'attacco ai barchini, in quanto era la prima volta che le unità statunitensi intervenivano a favore di navi non battenti la bandiera degli Stati Uniti: verso le 14:30 quindi gli A-6 attaccarono i barchini con un lancio di bombe a grappolo, affondandone tre e costringendo i restanti a fuggire in direzione dell'isola di Abu Musa.

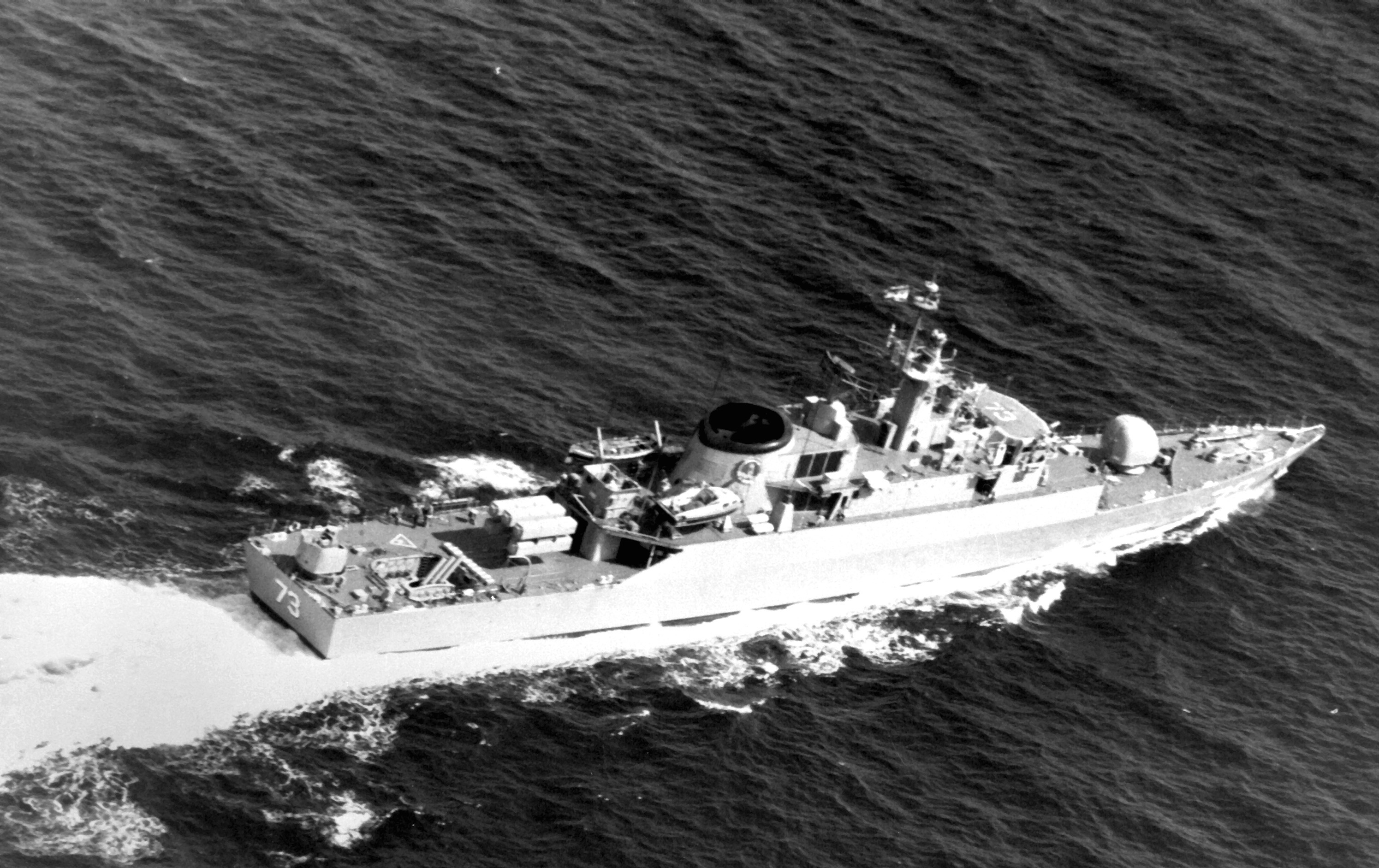
La fregata iraniana Sabalan in una foto d'anteguerra.

Verso le 15:30 altri due A-6 della Enterprise avvistarono una fregata iraniana classe Alvand, la Sahand, fare rotta per i campi petroliferi emiratini dopo essere salpata da Bandar Abbas; nonostante il pesante fuoco antiaereo, i due velivoli statunitensi lanciarono due missili Harpoon e due bombe a guida laser AGM-123 Skipper II che centrarono in pieno l'unità iraniana. In preda alle fiamme, la Sahand fu quindi attaccata da una formazione di sei A-7 Corsair che la centrarono con bombe guidate AGM-62 Walleye; il colpo di grazia venne da un terzo missile Harpoon lanciato dal cacciatorpediniere Joseph Strauss, e l'unità iraniana affondò quella sera con la perdita di gran parte dell'equipaggio.
Verso le 17:45 una seconda fregata iraniana, la Sabalan (gemella della Sahand), fu segnalata in uscita da Bandar Abbas e diretta verso il luogo degli scontri. Giunta a distanza di tiro dalla fregata statunitense Jack Williams, l'unità iraniana le lanciò contro un missile Marte Mk2 che tuttavia finì fuori bersaglio; una coppia di A-6 della Enterprise mosse all'attacco e, benché dalla Sabalan fossero stati lanciati tre missili antiaerei, i velivoli statunitensi piazzarono sulla fregata una bomba a guida laser da 250 kg: l'ordigno penetrò nel fumaiolo della Sabalan ed esplose nella sala macchine dell'unità, lasciandola immobilizzata. La nave rappresentava un bersaglio inerme, ma il governo di Washington decise che l'operazione era già stata troppo sanguinosa e che il provocare  ulteriori perdite agli iraniani sarebbe risultato troppo sproporzionato rispetto agli intenti originari; la Sabalan fu quindi lasciata stare e poche ore più tardi un rimorchiatore la portò in salvo a Bandar Abbas.

## Conseguenze

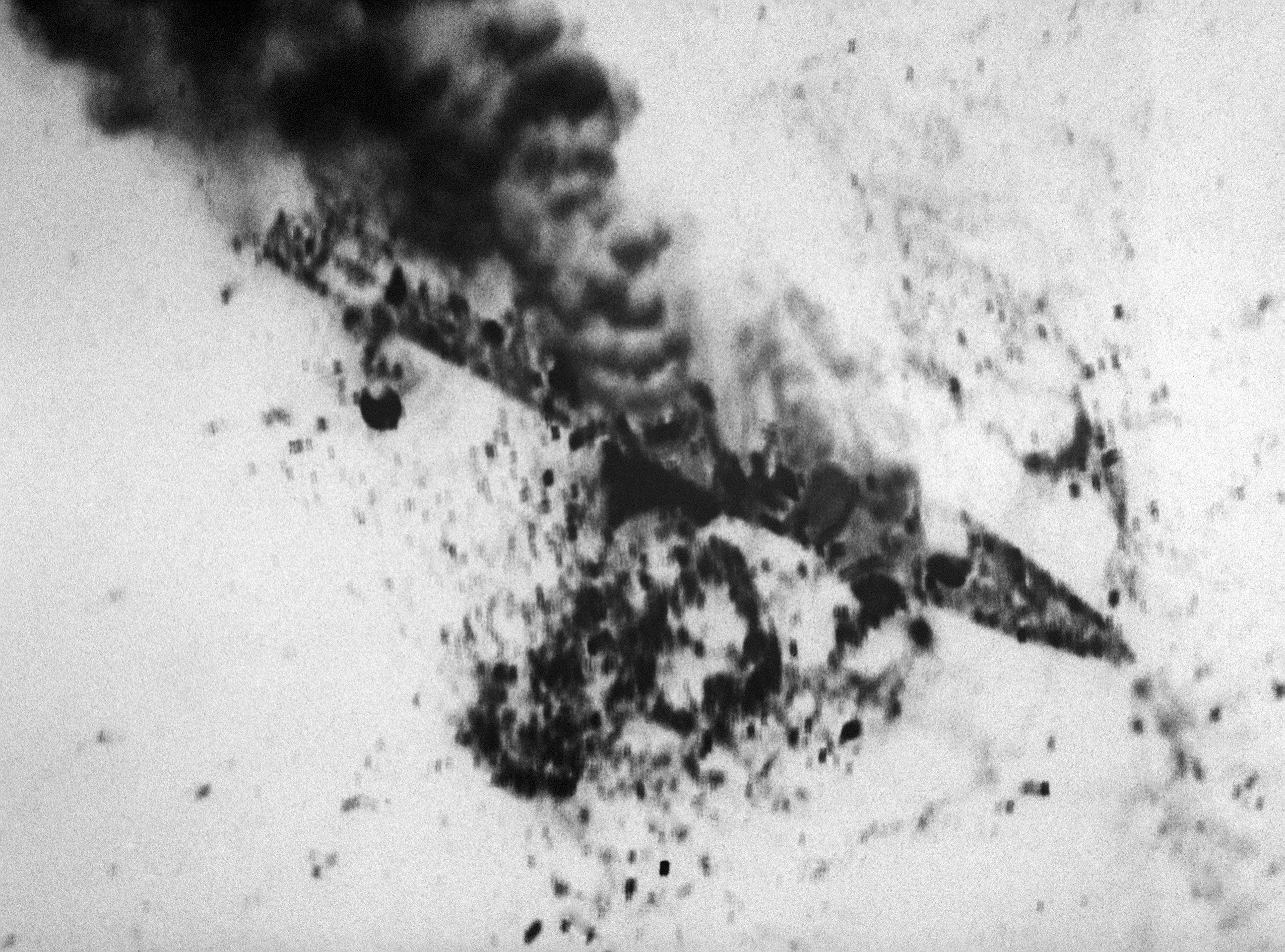
Veduta aerea della Sahand in fiamme a seguito degli attacchi statunitensi.

La giornata del 18 aprile 1988 si concluse con un bilancio pesante per le forze iraniane: oltre alla distruzione delle due piattaforme petrolifere, l'Iran dovette registrare l'affondamento di una fregata, una cannoniera missilistica e almeno tre barchini veloci, oltre al danneggiamento di una seconda fregata e di un cacciabombardiere F-4; le perdite umane per parte iraniana furono stimate in circa 60 morti e 100 feriti. Di per contro, gli statunitensi registrarono unicamente la perdita di un elicottero AH-1 Cobra con il suo equipaggio: decollato dal Wainwright in missione di ricognizione quella sera stessa, l'aeromobile si schiantò in mare 24 chilometri a sud-ovest dell'isola di Abu Musa, non è chiaro se per un incidente o perché colpito da fuoco antiaereo iraniano; i corpi dei due membri dell'equipaggio e i rottami dell'elicottero furono poi recuperati da sommozzatori statunitensi in maggio.
Per numero e tipologia di unità impiegate da entrambe le parti, lo scontro del 18 aprile risultò il più grande combattimento navale sostenuto dalla United States Navy dalla fine della seconda guerra mondiale, nonché il primo della storia in cui la Marina statunitense fece uso di missili superficie-superficie antinave; nel libro Decision at Sea (2005), Craig L. Symonds, professore dell'Accademia Navale degli Stati Uniti, definì l'operazione Praying Mantis uno dei cinque scontri navali determinanti per l'affermazione della superiorità degli Stati Uniti sui mari, insieme alla battaglia del lago Erie (1813), alla battaglia di Hampton Roads (1862), alla battaglia della baia di Manila (1898) e alla battaglia delle Midway (1942). Il capitano di corvetta James Engler, pilota del cacciabombardiere A-6 che danneggiò gravemente la fregata Sabalan, fu insignito per la sua azione dell'onorificenza della Distinguished Flying Cross.
Con metà della sua flotta di fregate messa fuori combattimento in un unico scontro, la Marina iraniana decise prudentemente di tenere in porto le sue unità maggiori fino alla conclusione delle ostilità con l'Iraq, riducendo sensibilmente il ritmo degli attacchi al traffico commerciale nel Golfo Persico. Lo scontro del 18 aprile era avvenuto nel momento peggiore per l'Iran, alle prese con una serie di grandi controffensive irachene che determinarono la perdita di tutti i territori nemici faticosamente conquistati dagli iraniani negli anni precedenti entro il luglio seguente. I rapporti tra Stati Uniti e Iran, già pessimi, raggiunsero il punto più basso, in particolare dopo un nuovo incidente avvenuto il 3 luglio 1988: nel corso di uno scontro con barchini veloci iraniani, il moderno incrociatore missilistico statunitense USS Vincennes scambiò un aereo di linea iraniano per un caccia in fase d'attacco e lo abbatté con un missile causando la morte di 290 civili. Paradossalmente, le pesanti perdite umane occorse negli scontri del 18 aprile e del 3 luglio furono ben sfruttate dai membri moderati del governo di Teheran per piegare la resistenza dei più intransigenti che chiedevano la prosecuzione a ogni costo della guerra: davanti alla prospettiva di dover affrontare non solo l'Iraq ma piuttosto una coalizione internazionale di "forze imperialiste" guidata dagli Stati Uniti, il governo iraniano ebbe la copertura morale per accettare, il 17 luglio 1988, quel cessate il fuoco offerto dagli stremati iracheni prima più volte respinto.
Il 6 novembre 2003 la Corte internazionale di giustizia rigettò la richiesta di risarcimento formulata dal Governo iraniano contro gli Stati Uniti per violazione del trattato di amicizia stipulato tra i due Paesi nel 1955; la stessa corte rigettò una contro-richiesta di risarcimento basata sulla presunta violazione del medesimo trattato inoltrata dagli Stati Uniti. Tuttavia, in una parte della sentenza la corte rilevò che «le azioni degli Stati Uniti d'America contro le piattaforme petrolifere iraniane del 19 ottobre 1987 (operazione Nimble Archer) e del 18 aprile 1988 (operazione Praying Mantis) non sono giustificabili come misure necessarie per garantire la sicurezza degli Stati Uniti d'America.».

## Ordine di battaglia statunitense
Gruppo Navale B (SAG "Bravo")

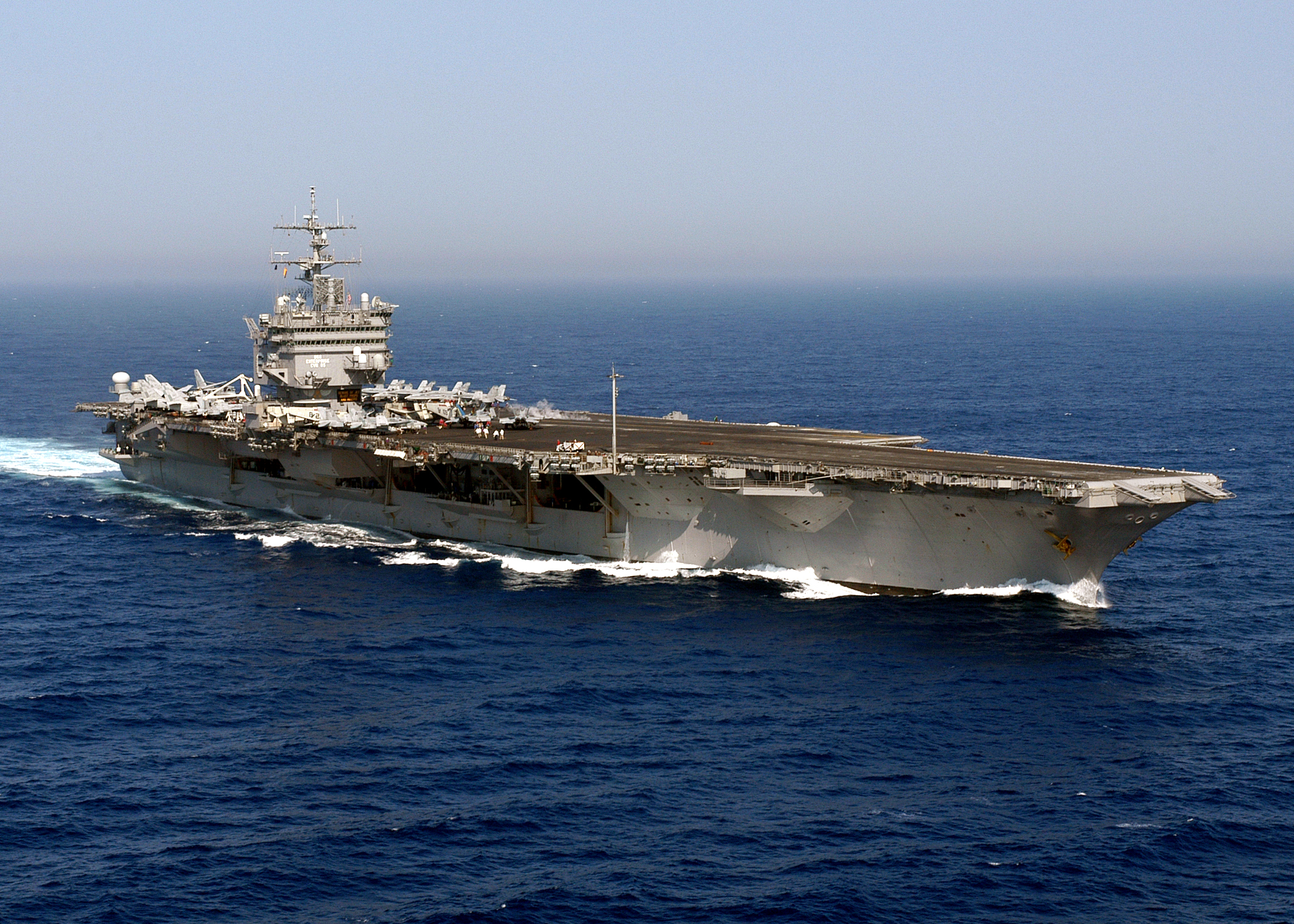
La portaerei USS Enterprise, elemento portante delle forze statunitensi impegnate nell'operazione.

- USS Merrill (DD-976) - cacciatorpediniere della classe Spruance
- USS Lynde McCormick (DDG-8) - cacciatorpediniere della classe Charles F. Adams
- USS Trenton (LPD-14) - nave da sbarco e trasporto
- Unità Marine MAGTF 2-88 (Marine Air-Ground Task Force)

Gruppo Navale C (SAG "Charlie")
- USS Wainwright (DLG/CG-28) - incrociatore della classe Belknap
- USS Bagley (FF-1069) - fregata della classe Knox
- USS Simpson (FFG-56) - fregata della classe Perry
- Navy SEALs

Gruppo Navale D (SAG "Delta")
- USS Jack Williams (FFG-24) - fregata della classe Perry
- USS O'Brien (DD-975) - cacciatorpediniere della classe Spruance
- USS Joseph Strauss (DDG-16) - cacciatorpediniere della classe Charles F. Adams

Supporto aereo
- Unità dell'Air Wing 11 operanti dalla portaerei USS Enterprise (CVN-65)

### Lingua italiana
- Efraim Karsh, Iran-Iraq - La lunga guerra, Osprey Publishing/RBA Italia, 2011, ISSN 2039-1161.
- Ugo Mazza, La battaglia aeronavale dello Stretto di Hormuz, in RID - Rivista Italiana Difesa, n. 1, Giornalistica Riviera Soc. Cop., gennaio 2018,  pp. 86-91.

### Lingua inglese
- (EN) Peter Huchthausen, America's Splendid Little Wars: A Short History of U.S. Engagements from the Fall of Saigon to Baghdad, New York, Penguin, 2004, ISBN 0-14-200465-0.
- (EN) Michael Palmer, On Course to Desert Storm, University Press of the Pacific, 2003, ISBN 1-4102-0495-2.
- (EN) Bradley Peniston, No Higher Honor: Saving the USS Samuel B. Roberts in the Persian Gulf, Annapolis, Naval Institute Press, 2006, ISBN 1-59114-661-5.
- (EN) Jack Sweetman, Great American Naval Battles, Annapolis, Naval Institute Press, 1998, ISBN 1-55750-794-5.
- (EN) Craig L. Symonds, Decision at Sea: Five Naval Battles that Shaped American History, Oxford University Press, 2005, ISBN 0-19-517145-4.
- (EN) Harold Lee Wise, Inside the Danger Zone: The U.S. Military in the Persian Gulf 1987-88, Annapolis, Naval Institute Press, 2007, ISBN 1-59114-970-3.